# 夏洛特区
夏洛特区是圣文森特和格林纳丁斯的一个区，首府乔治敦。夏洛特区面积149平方千米，是圣文森特和格林纳丁斯面积最大的区份，其面积几乎与英属维京群岛相当。该区地形崎岖，因此，该区的主要道路并不能在其北部通车。

## 聚居地
以下是位于夏洛特区的聚居地：
- Adelphi (13°11′37″N 061°08′25″W / 13.19361°N 61.14028°W)[3]
- 比亚布 (13°11′52″N 061°08′18″W / 13.19778°N 61.13833°W)[4]
- 布里奇顿
- 拜拉（英语：Byera Village） (13°15′24″N 061°07′33″W / 13.25667°N 61.12583°W)
- Chapmans (13°17′N 061°07′W / 13.283°N 61.117°W)
- 科洛納里（英语：Colonarie） (13°14′36″N 061°08′09″W / 13.24333°N 61.13583°W)
- 凡西 (13°22′N 061°10′W / 13.367°N 61.167°W)
- Friendly (13°13′41″N 061°07′45″W / 13.22806°N 61.12917°W)
- 乔治敦 (13°17′14″N 061°07′48″W / 13.28722°N 61.13000°W)
- Greiggs (13°12′18″N 061°09′33″W / 13.20500°N 61.15917°W)
- 新沙湾村 (13°21′08″N 61°07′53″W / 13.35222°N 61.13139°W)[5]
- North Union (13°13′04″N 061°08′08″W / 13.21778°N 61.13556°W)
- 奥兰治希尔（英语：Orange Hill） (13°18′50″N 061°07′45″W / 13.31389°N 61.12917°W)
- 秘鲁韦尔（英语：Peruvian Vale） (13°10′37″N 061°08′45″W / 13.17694°N 61.14583°W)[6]
- Rabaka (13°18′N 061°09′W / 13.300°N 61.150°W)
- 里奇兰帕克（英语：Richland Park） (13°11′59″N 061°10′00″W / 13.19972°N 61.16667°W)
- Sans Souci (13°13′N 061°07′W / 13.217°N 61.117°W)
- South Rivers (13°14′N 061°08′W / 13.233°N 61.133°W)
- Turema (13°19′15″N 061°08′38″W / 13.32083°N 61.14389°W)
- Waterloo (13°17′57″N 061°08′30″W / 13.29917°N 61.14167°W)